# Ademuz
 (février 2016).
Si vous disposez d'ouvrages ou d'articles de référence ou si vous connaissez des sites web de qualité traitant du thème abordé ici, merci de compléter l'article en donnant les références utiles à sa vérifiabilité et en les liant à la section « Notes et références ».
Ademuz (en castillan et officiellement, Ademús en valencien) est une commune espagnole de la province de Valence dans la Communauté valencienne. Elle est située dans la comarque du Rincón de Ademuz et dans la zone à prédominance linguistique castillane.

## Géographie

Localisation d'Ademuz
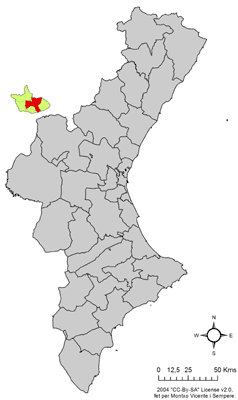
dans la Communauté valencienne.
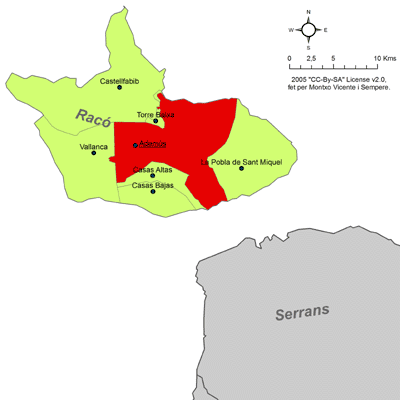
dans la comarque du Rincón de Ademuz.

Ademuz est située à l'extrême nord-ouest de la province de Valence, entourée complètement par les communautés autonomes de Castille-La Manche et d'Aragon. Le territoire montagneux d'Ademuz est divisé en deux par le fleuve Turia. L'agriculture constitue l'activité principale et produits des amandes et des pommes.

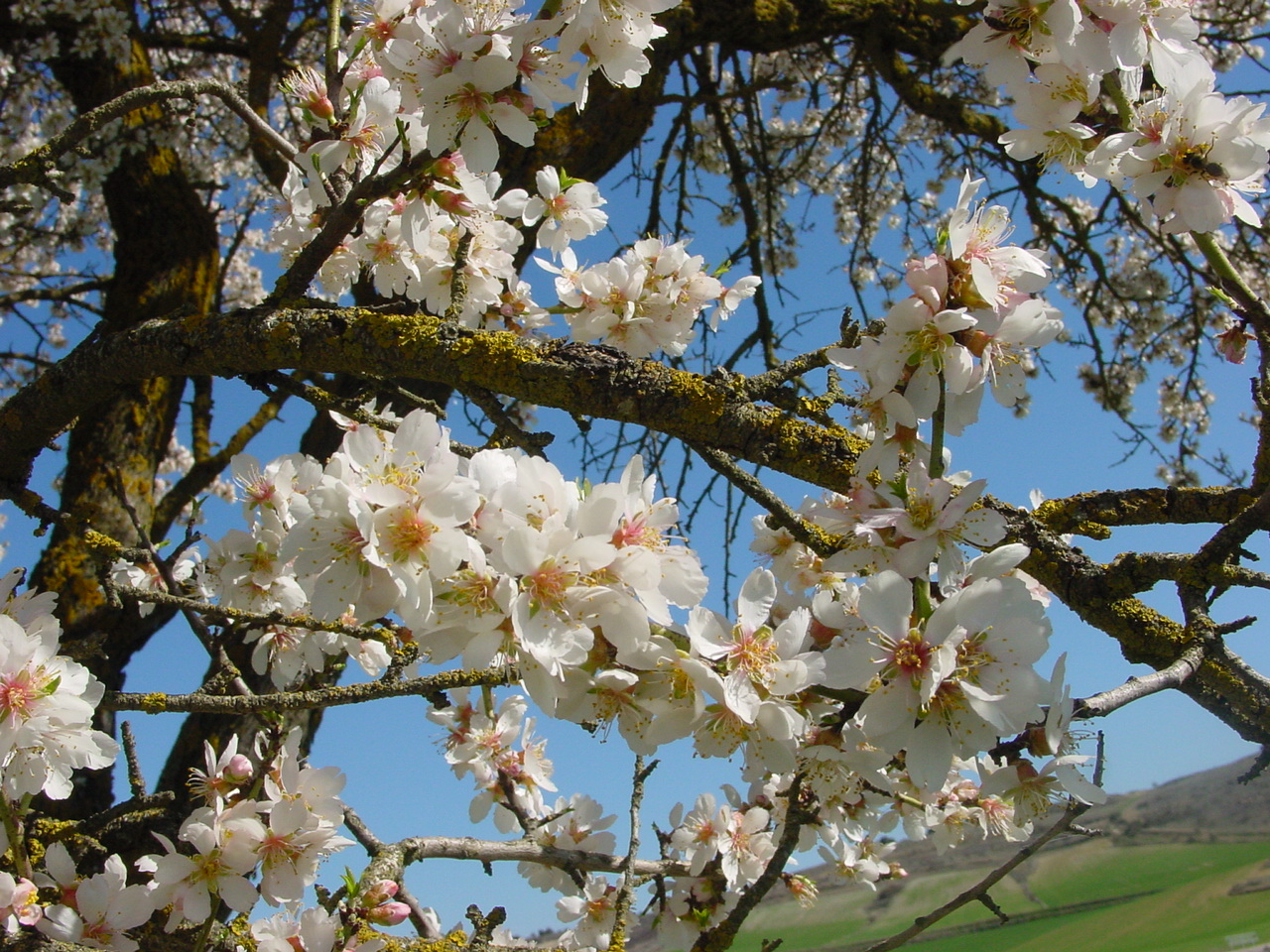
Fleurs d'amandier

### Localités limitrophes
Le territoire municipal de  est voisin de celui des communes suivantes :
Casas Altas, Castielfabib, Puebla de San Miguel, Torrebaja et Vallanca, toutes situées dans la province de Valence.

## Histoire
Les premières traces du passé d'Ademuz remontent au Néolithique et à l'âge du bronze. Il y a aussi nombreuses traces de la culture ibère et musulmane. Sous la domination musulmane, la ville connaît une petite splendeur, ayant une position militaire stratégique, près du fleuve Turia. L'importance militaire du château d'Ademuz sera très renommée au Moyen Âge. Dès le XIVe siècle, Ademuz deviendra ville royale, avec représentation au parlement du Royaume de Valence, domaine des rois d'Aragon. Ademuz et son château subissent de lourdes attaques à plusieurs reprises, particulièrement par l'armée royale de Pierre III de Castille lors de la guerre contre le roi d'Aragon Pierre IV, au XIVe siècle,  mais aussi par les armées bourboniennes lors de la guerre de Succession d'Espagne (1701-1714), la Guerre d'Espagne sous le Ier Empire (1808-1814) et les guerres Carlistes à plusieurs périodes du XIXe siècle.

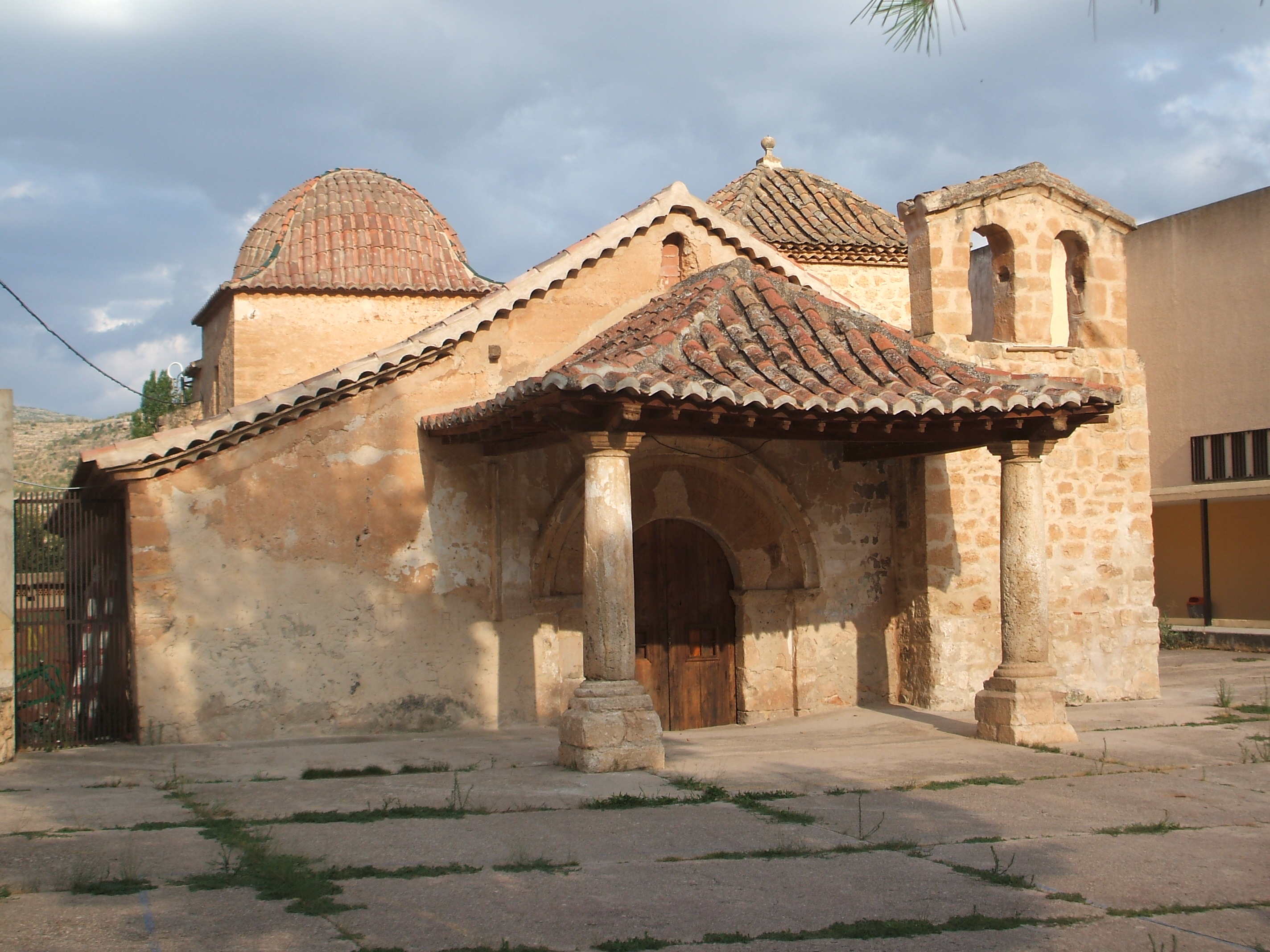
Église de Nôtre-Dame de la Huerta. Ademuz. XIVe siècle

## Démographie
| 1842 | 1877 | 1900 | 1920 | 1940 | 1960 | 1981 | 2001 | 2005 | 2006 | 2007 | 2008 |
| ---- | ---- | ---- | ---- | ---- | ---- | ---- | ---- | ---- | ---- | ---- | ---- |
| 3033 | 3339 | 3415 | 4092 | 3866 | 2827 | 1545 | 1115 | 1157 | 1183 | 1242 | 1269 |

Traditionnellement les habitants d'Ademuz ont émigré vers les grandes villes comme Valence ou Barcelone. Après la dernière guerre civile (1936-39) l'émigration des exilées républicains s'est dirigée vers la France. Ceci a eu continuation avec l'émigration temporaire des années 1950-80, que s'est dirigée vers les vendanges françaises du Roussillon, Pyrénées-Orientales et Aude.
Par contre, les dernières années Ademuz reçoit une population étrangère, en provenance de la Roumanie et des pays du Maghreb, ce qui contribue à une légère augmentation de la population locale.

## Administration
Liste des maires, depuis les premières élections démocratiques.
| Législature | Nom du Maire               | Parti politique                                   |
| ----------- | -------------------------- | ------------------------------------------------- |
| 1979-1987   | Martirián Sánchez Monterde | UCD / Organisation indépendante valencienne (OIV) |
| 1987-1991   | Rafael Edo Pertegaz        | PSOE                                              |
| 1991-1999   | Jesus Férriz Hinojosa      | PP                                                |
| 1999-2003   | Jesus Blasco Sanchez       | PP                                                |
| 2003-2015   | Fernando Soriano Antón     | PSOE                                              |
| Depuis 2015 | Ángel Andrés González      | PP                                                |

## Patrimoine

### Architecture religieuse
- Église de Saint-Pierre et Saint-Paul. Baroque du XVIIe siècle.
- Église de Nôtre Dame de la Huerta. Gothique du XIVe siècle.
- Chapelle de Saint Joaquim. Gothique du XVe siècle. Cette chapelle faisait part de l'ancien Hôpital de Pauvres de Sainte-Anne.
- Chapelle de Sante Barbare. Située au château, érigée au XVIIe siècle.
- Chapelle de Nôtre Dame du Rosier. XVIIIe siècle.

### Architecture civile

Ancien blason d'Ademuz au Moyen Âge

- Château. Origine musulmane, très important au Moyen Âge.
- Casa de la Villa. Mairie du XVIIe siècle.
- Les Halles Municipales. Ancien magasin de blé médiéval, avec l'ancien blason municipal au-dessus de la porte.
- Four médiéval. De l'ancien bâtiment reste seulement un arc.
- Prison municipale. Ancienne prison municipale bâtie au XVIe siècle, aujourd'hui destinée à la salle d'expositions temporelles.
- Moulin de la Ville. XIIIe siècle.
- Moulin Nouveau. XVIIIe siècle.
- Casa de la Cultura. Centre culturel de la municipalité, situé au ancien Café-Théâtre La Unión, bâtiment érigé au 1920 par les gens d'Ademuz liées aux partis républicains. À l'époque, c'était un important point de repère de la culture, où on discutait, on faisait des représentations théâtrales, cabaret, carnavals, etc. Aujourd'hui est aussi le siège de la Société Musicale d'Ademuz.

## Personnalités liées à la commune
- José Ríos. Écrivain du XVIIIe siècle.
- Vicente Español. Curé illustre du XVIIIe siècle à l'église d'Ademuz.
- Eusebio Cañas. Écrivain et traducteur du XVIIIe siècle.
- Elvira Lindo. Écrivaine née en 1962.